# Hånsjön, Värmland
Hånsjön är en sjö i Sunne kommun i Värmland och ingår i Göta älvs huvudavrinningsområde. Sjön har en area på 0,106 kvadratkilometer och ligger 104,4 meter över havet. Sjön avvattnas av vattendraget Rottnan.

## Delavrinningsområde
Hånsjön ingår i det delavrinningsområde (663477-134538) som SMHI kallar för Nedlagd mätstation. Medelhöjden är 170 meter över havet och ytan är 25,12 kvadratkilometer. Räknas de 38 avrinningsområdena uppströms in blir den ackumulerade arean 962,63 kvadratkilometer. Rottnan som avvattnar avrinningsområdet har biflödesordning 3, vilket innebär att vattnet flödar genom totalt 3 vattendrag innan det når havet efter 317 kilometer. Avrinningsområdet består mestadels av skog (54 procent), öppen mark (16 procent) och jordbruk (18 procent). Avrinningsområdet har 0,33 kvadratkilometer vattenytor vilket ger det en sjöprocent på 1,3 procent. Bebyggelsen i området täcker en yta av 0,63 kvadratkilometer eller 3 procent av avrinningsområdet.